# 1184 (album)
1184 è il terzo album in studio della viking metal band norvegese Windir. È il primo album in cui il progetto Windir non è considerato come one-man-band, dato che la formazione comprendeva anche i nuovi membri provenienti dagli Ulcus, con cui Valfar ha composto le tracce dell'album.
La copertina rappresenta il quadro «Inverno nel Sognefjord» del pittore romantico Johan Christian Dahl.

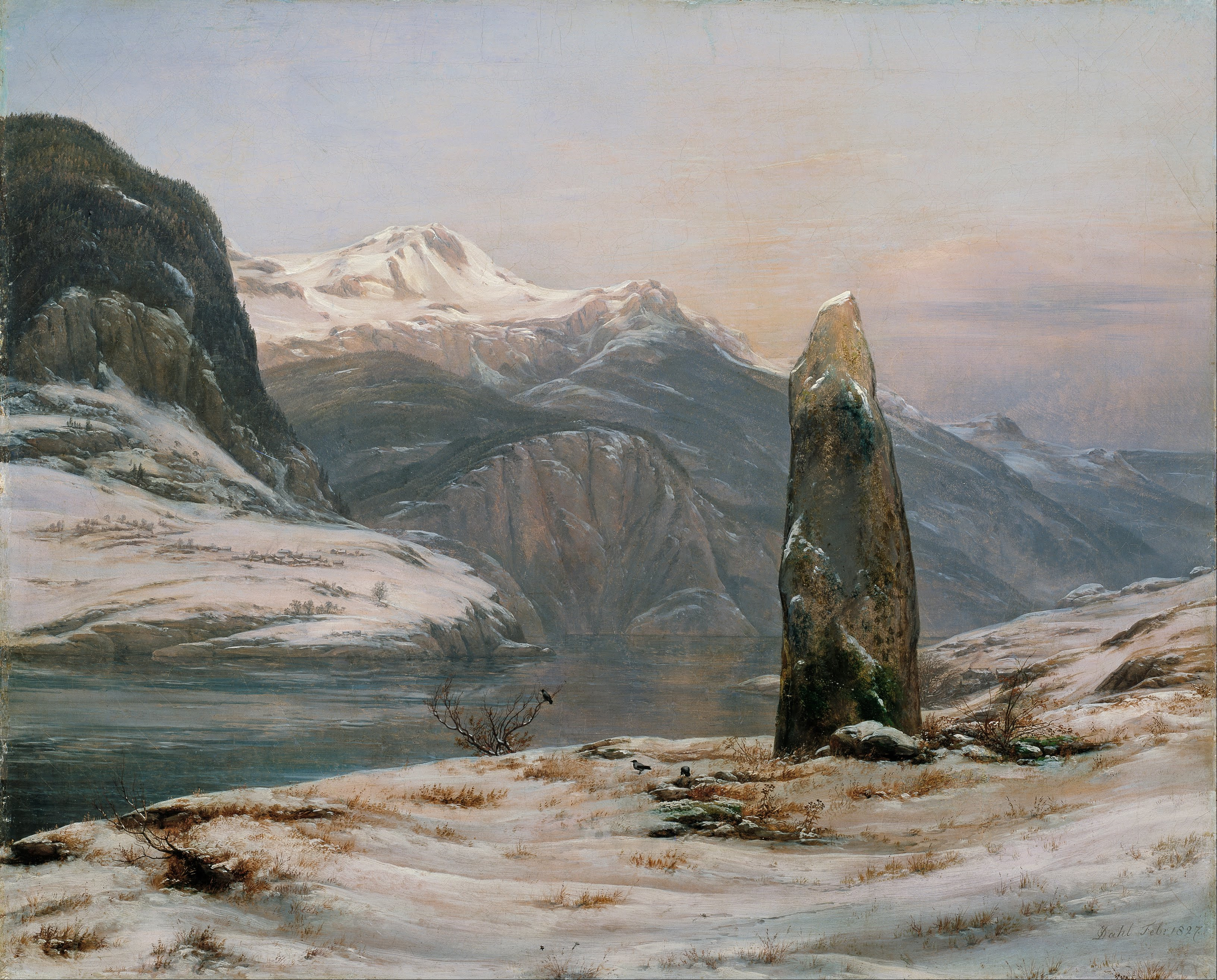
Il quadro Vinter ved Sognefjorden - Inverno nel Sognefjord

## Tracce
1. Todeswalzer – 4:55
2. 1184 – 5:28
3. Dance of Mortal Lust – 5:44
4. The Spiritlord – 6:11
5. Heidra – 8:19
6. Destroy – 6:30
7. Black New Age – 4:54
8. Journey to the End – 9:34

## Formazione
- Valfar – voce, fisarmonica
- Hvàll – basso
- Strom – chitarra solista
- Sture Dingsøyr – chitarra ritmica
- Righ – tastiere
- Steingrim – batteria

### Ospiti
- Cosmocrator – voce